# (458271) 2010 UM26 et 2010 RN221
(458271) 2010 UM26 et 2010 RN221 sont deux astéroïdes de la ceinture principale. Cette paire d'astéroïdes semble avoir une origine commune (même corps parent unique ou binaire) et se serait séparée au plus tôt dans les années 1960, probablement après l'an 2000.

## Comparaison des orbites
| grandeur                     | symbole | unité   | (458271) 2010 UM26                                                 | 2010 RN221                                                       | écart                                             |
| ---------------------------- | ------- | ------- | ------------------------------------------------------------------ | ---------------------------------------------------------------- | ------------------------------------------------- |
| nombre d'observations        | -       | -       | 220                                                                | 40                                                               | -                                                 |
| arc d'observation            | -       | d a TDB | 5366 14.69 2005-05-14 - 2020-01-22                                 | 4864 13.32 2005-05-14 - 2018-09-07                               | -                                                 |
| demi-grand axe               | a       | ua      | 2.57696246 ± 0.00000004                                            | 2.57696713 ± 0.00000020                                          | -0.00000467 ± 0.00000020                          |
| excentricité                 | e       | -       | 0.32550433 ± 0.00000012                                            | 0.32550350 ± 0.00000053                                          | 0.00000083 ± 0.00000054                           |
| périhélie                    | q       | ua      | 1.73815002 ± 0.00000034                                            | 1.73815531 ± 0.00000151                                          | -0.00000529 ± 0.00000155                          |
| inclinaison                  | i       | °       | 3.88156304 ± 0.00000528                                            | 3.88155609 ± 0.00000757                                          | 0.00000695 ± 0.00000923                           |
| longitude du nœud ascendant  | Ω       | °       | 234.88349308 ± 0.00009725                                          | 234.88363605 ± 0.00018026                                        | -0.00014297 ± 0.00020482                          |
| argument du périastre        | ω       | °       | 120.34658583 ± 0.00009903                                          | 120.34657486 ± 0.00028808                                        | 0.00001097 ± 0.00030463                           |
| anomalie moyenne             | M       | °       | 330.50872386 ± 0.00001869                                          | 330.50399472 ± 0.00004324                                        | 0.00472914 ± 0.00004711                           |
| date de passage au périhélie | tp      | TDB     | JD 2459924.28032829 ± 0.00008072 2022-12-10 18:43:40.364 ± 6.974 s | 2459924.30051374 ± 0.00017289 2022-12-10 19:12:44.387 ± 14.938 s | -0.02018545 ± 0.00019081 -0:29:04.023 ± 16.486 s  |
| période orbitale             | P       | d a     | 1510.98643456 ± 0.00003339 4.13685540 ± 0.00000009                 | 1510.99054007 ± 0.00017349 4.13686664 ± 0.00000047               | -0.00410551 ± 0.00017667 -0.00001124 ± 0.00000048 |